# Siesbek
Die Siesbek, (auch Siesebek dänisch auch Molbæk) ist ein etwa 3,5 km langer Bach in Schleswig-Holstein. Er verläuft in der Gemeinde Thumby in Sieseby und mündet in die Schlei.
Sie wird unterhalten vom Wasser- und Bodenverband Bornbek-Bienebek.
Alternativ findet sich der Name Mollbek (dänisch: Molbæk, auch Muldbæk), erstmals dokumentiert 1772. Der Name geht auf dän. muld für Mull (Humus) zurück. Möglich ist auch eine Deutung zu jütländisch/angeldänisch mol (etwa Regenwolke).
2012 wurden Teile der Siesbek renaturiert.